# 威廉·廷代尔

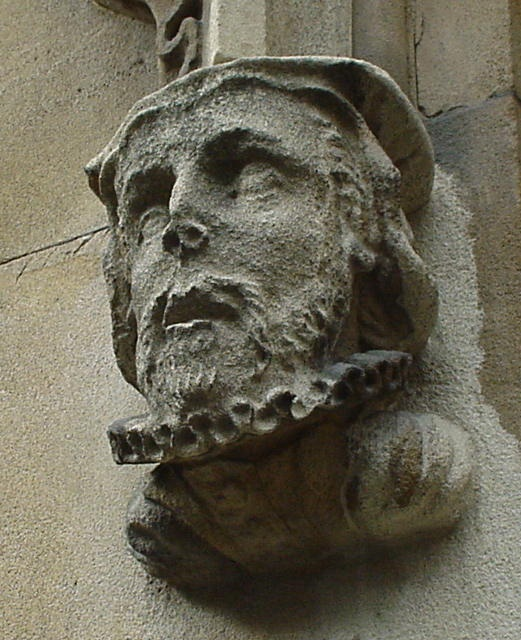
廷代尔頭雕像

威廉·廷代尔（William Tyndale，又译廷岱勒、丁道尔、丁铎、廷德尔，1494年—1536年）是16世纪著名的羅馬天主教修士、圣经译者和英格蘭宗教改革先驅，被认为是第一位清教徒。
在廷代尔的時代，羅馬天主教教廷只允許拉丁文聖經，不容许私自翻译，並且只有神職人員可以擁有和詮釋聖經。廷代尔卻主張應該讓普通老百姓都可透過讀聖經來認識神，決心把聖經譯成英文，於是被誣陷為異端，后来在比利时被杀害。
廷代尔是第一個把原文本圣经译为现代英语的聖經翻譯家。后来著名的钦定版圣经有百分之九十采用了他的译本。2002年，廷代尔被英國廣播公司選為最偉大的100名英國人之一。

## 生平

### 早年
廷代尔出生於英国格洛斯特郡附近的村莊斯廷奇库姆（Stinchcombe）。他頗具語言天賦，母語為英語，但能操流利法語、希臘語、希伯來語、德語、意大利語、拉丁語和西班牙語。1515年7月，不到21歲便已考取到牛津大學莫德林堂（現牛津大學赫特福德學院）文學碩士的學位。1521年，他獲授聖職，成為羅馬天主教的修士。
在牛津期間，他接觸到希臘文聖經。畢業之後，廷代尔可能繼續在劍橋大学攻讀額外的課程。此後有兩年時間，他在格洛斯特郡當約翰·沃爾什兩名年輕兒子的家庭教師。這段期間，他萌生了將聖經譯成英語的念頭。

### 禁譯
當時德國天主教因馬丁·路德的活動而陷入一片混亂，而英國仍然是個天主教國家，儘管英語是一般人用的常用語言，所有形式的教育卻採用拉丁語傳授。教堂使用拉丁語，聖經也是用拉丁語寫成的。（直到1534年，亨利八世終於跟羅馬教廷決裂，情況才有所改變）。然而，人們除非受過良好教育，否則就無法閲讀這部拉丁語聖經。廷代尔在與貴族和神職人員的交談中，發現那些神職人員對聖經的無知和不重視，到了可驚的程度。廷代尔反思：為甚麼英國人不能够有一部英語聖經？為甚麼他們連讀聖經的自由也沒有？
藉着伊拉斯謨的希臘語及拉丁語行間對照新聖經文本之助，廷代尔無疑有機會學會翻譯的技巧。1523年，廷代尔離開沃爾什家庭，到倫敦去。此行的目的是要向倫敦主教滕斯托爾提出請求，准他將聖經譯成英語。
廷代尔需要獲得滕斯托爾授權，然後他才可着手翻譯聖經。因為牛津1408教會會議的條文——即牛津憲法——載有一條禁令，就是除非獲主教批准，否則不准將聖經譯成通俗的語文，也不准人閲讀這些聖經譯本。許多稱為羅拉德派的巡迴傳教士違反了這條禁令，結果他們被視為異端而遭活活燒死。羅拉德派閲讀和分發約翰·威克里夫的聖經，這是一部從《通俗譯本》譯成的英語聖經譯本。廷代尔感到時機成熟，希望為教會和英國人民，從希臘語原文譯成一部可靠的英語聖經新譯本。
學識豐富的滕斯托爾主教曾大力支持伊拉斯謨的翻譯工作。廷代尔為了向滕斯托爾證明自己的翻譯技能，以求得到他的允許，於是翻譯了伊素克拉底的一個演説，這是一篇艱澀的希臘文本。廷代尔以為滕斯托爾會接納並資助他翻譯聖經的建議，結果失望而回。

### 反對聲音
廷代尔帶同介紹信求見滕斯托爾，卻被拒諸門外。因此，廷代尔直接致函約見滕斯托爾。滕斯托爾最後有沒有接見他，後人不得而知。但滕斯托爾的回覆是：「這裏沒有地方。」
滕斯托爾故意冷待廷代尔，其原跟當時教廷的取向有關。馬丁·路德在歐洲大陸進行的宗教改革運動使天主教會深感不安，於是教會在英國作出反響。1521年，英王亨利八世頒下了一篇措辭凌厲的專文，一面抨擊馬丁·路德，一面為教會辯護。教皇投桃報李，將“保教功臣”的尊號授予亨利。亨利屬下的樞機主教沃爾西也積極參與其事，他把馬丁·路德非法運進英國的書籍通通毁去。身為忠於教皇、國君和樞機主教的天主教主教，滕斯托爾覺得有義務要堵住一切對叛徒馬丁·路德表現同情的人，而廷代尔正是最受嫌疑的人物。
關於廷代尔所遭受的反對，從他跟一名崇奉教皇的罗马天主教学者所發生的辩论已可見一斑。這名高級教士説：“我們寧可沒有天主的律法，也不能沒有教皇的律法。”廷代尔回應道：“我鄙視教皇和他所定的一切律法。上主若保全我的性命，不多年後，我便會使耕田的童子對聖經的認識過於你所知。”
廷代尔在伍斯特教區署理主教面前，以異端罪名受審。他後來憶述説：“他肆意威嚇我，辱罵我，”並補充他們把他當作“狗”一樣看待。但他們卻找不到罪證可以將他判為異端邪説。歷史家相信有人將這些事情暗中傳達滕斯托爾，藉此影響他的決定。
在倫敦待了一年之後，廷代尔最後説：“我主在倫敦的皇宮沒有地方翻譯新約聖經，在全英國……也沒有地方可以做這件工作。”事實上，當時馬丁·路德的活動已引起了教會的反響，在這種氣氛底下，英國没有印刷商敢印製英語聖經。因此，廷代尔在1524年橫渡英吉利海峽，逃往欧洲大陆译经，從此再也沒有回來。

### 流亡德國
廷代尔攜帶他的珍貴書籍到德國逃難。他身上只有10英鎊。這筆錢是他的朋友，倫敦一名頗具影響力的商人漢弗萊·蒙茅斯的好意饋贈。當時這筆錢差不多够他印製計劃翻譯的希臘語聖經。後來蒙茅斯被逮捕，被控協助廷代尔及涉嫌支持馬丁·路德的罪名。審訊之後，他被收押在倫敦塔。直至他向樞機主教沃爾西請求特赦才獲釋。
有些證據顯示，廷代尔很可能在漢堡住了一年，也可能在威登堡大學 (University of Wittenburg)受教於馬丁·路德，直接從希伯來和希臘原文翻譯聖經。雖然在對蒙茅斯的指控中説廷代尔見過馬丁·路德，但他有没有跟馬丁·路德會面，目前仍不能肯定。然而有一點是可以肯定的，就是當時廷代尔正埋頭苦幹翻譯希臘語聖經。廷代尔把付印這件重任交託在科隆的彼得·昆內爾辦理。
事情本來順利進行中，後來反對者約翰·多貝力（又名科克拉烏斯）得悉此事，向亨利八世的密友舉報。這人即時取得禁令，禁止昆內爾印製廷代尔的聖經。
於是廷代尔和助手威廉·羅伊帶着已印製的馬太福音趕忙逃命。他們坐船沿萊茵河上到沃爾姆斯，並在那裏完成了他們的工作。經過一段時間之後，1525年，廷代尔的《新約聖經》終於译成發行了，一共印製了6000本。

### 運經
翻譯和印製聖經雖是艱巨的工作，但將這些聖經運返英國就更加困難。教會代表和世俗權威嚴禁船隻運送聖經橫渡英吉利海峽，然而在有些同情廷代尔的友好商人的協助下，一些聖經被偷偷運送到英國。他們將大批聖經藏在一捆捆的布料和其他貨物當中，偷偷運到遠至蘇格蘭的英國沿岸一帶地方。於是倫敦主教發佈命令，禁止任何人持有英文新約聖經，部分運經者被捕喪生。1526年2月11日，樞機主教沃爾西在36名主教和其他教會要員陪同下，齊集在倫敦聖保祿大教堂附近“觀看人們將一簍簍的書燒毁”。其中包括廷代尔一些珍貴的譯本在內。
廷代尔繼續推出他的新譯本，英國神職人員則繼續充公和燒毁。滕斯托爾後來改變策略，他跟一個名叫奧古斯丁·帕金頓的商人達成協議，收購所有廷代尔寫的書，包括《新約聖經》在內，然後送去燒掉。可是帕金頓卻跟廷代尔洽妥，讓廷代尔收取這些錢供印製更多聖經之用。哈雷的《編年史》説：“主教可以沒收廷代尔的書，帕金頓得到滕斯托爾和廷代尔的感激，廷代尔則獲得主教拿出來的錢。後來，有更多的新約聖經印行。汗牛充棟的聖經譯本迅速運抵英國。”

### 移居安特衛普
1526至1528年間，廷代尔移居安特衛普，跟他的朋友和贊助人托馬斯·波因茨一起，沃爾西無力加害他。廷代尔悉力照顧病者和窮人，這使他廣為人知。這期間他寫了《邪惡瑪門的比喻》、《一個基督徒男子所表現的服從》和《高級教士的行徑》這幾部書，並且繼續從事翻譯工作。

### 殉道

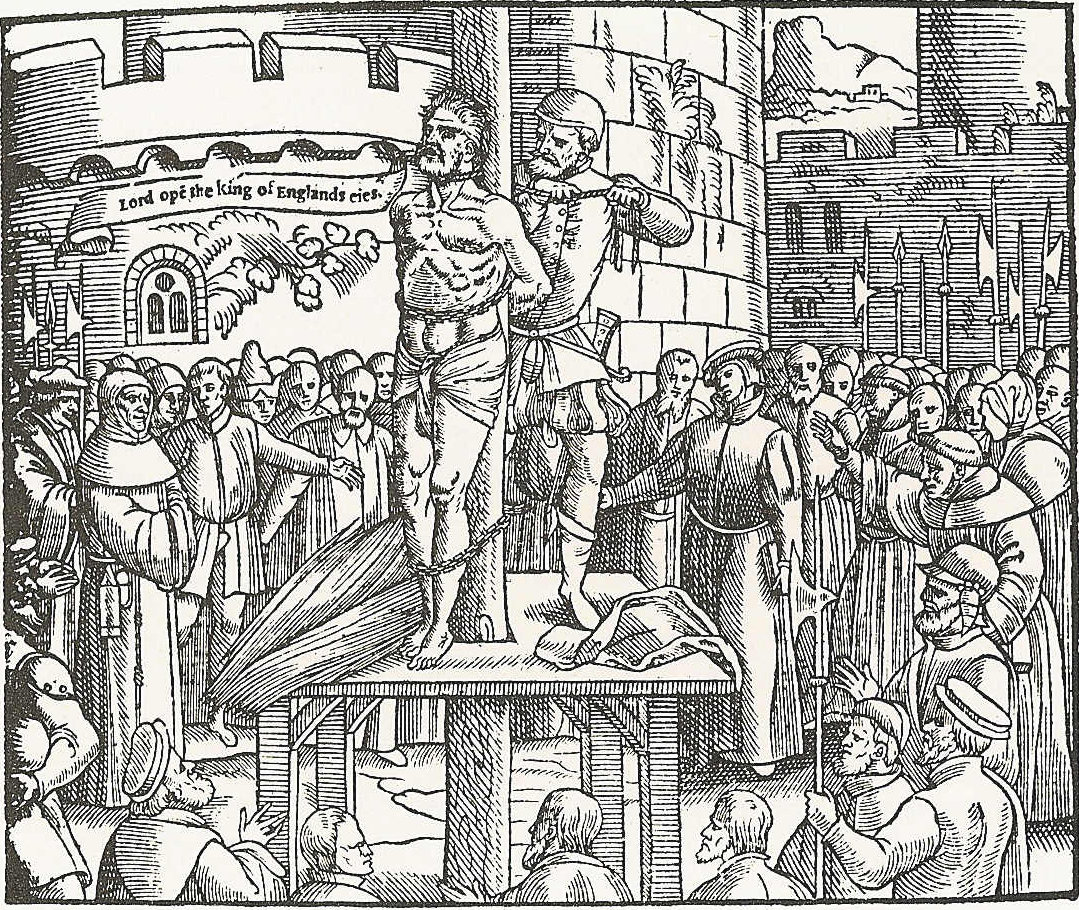
威廉·廷代尔在行刑前喊叫：“主啊，开英国国王的眼睛。”，约翰·福克斯《福克斯殉道者名录》 (1563).

後來，英國人亨利·菲利普斯地騙取了廷代尔的信任，並在1535年出賣了他。廷代尔被控以異端的罪名在安特卫普被捕，押到布魯塞爾以北10公里的菲尔福尔德，並在那裏遭監禁達16個月之久。
無法確知誰雇用菲利普斯，但最可疑的是斯托克斯利主教。廷代尔住在沃爾什家期間，曾大膽抨擊當地教士的無知和盲從附和。這些教士包括約翰·斯托克斯利在內，他在牛津時早已認識廷代尔。後來斯托克斯利接替了滕斯托爾成為倫敦的主教。當時他在倫敦正忙於焚燒“異端分子”。1539年斯托克斯利臨終時曾表示“為自己一生曾燒死五十個異端分子而感到欣慰”。希頓所著的《改革運動的聖經》一書將威廉·廷代尔也包括在這些被燒的異端分子之內。
1536年，廷代尔被天主教以私译圣经的罪名，審訊廷代尔的三名顯赫神學家都是來自天主教的鲁汶大学。菲利普斯就是這所大學的學生。當時有三名鲁汶大學教堂教士，三名主教，還有其他顯貴在場，一同觀看廷代尔被判為異端及免去神職，在布魯塞爾被处死，虽然有托马斯·克倫威爾的说情。他們將廷代尔勒死，然後公開焚燒他的屍首。所有人看見他死去都額手稱慶，當時廷代尔年約42歲。
威廉·廷代尔在行刑前最后一句话是“主啊，开英格蘭国王的眼睛。”。传统认为这一天是10月6日，但是其入狱记录显示行刑的真实日期可能要早上数周。约翰·福克斯《福克斯殉道者名录》以10月6日为纪念日，但没有给出死亡日期。
在四年之内，四个英文圣经译本在英国出版，均以廷代尔译本为基础。

## 譯本特色
拉丁語的《通俗譯本》往往使人難於了解聖經的含義。1526至1536年十年间，廷代尔首次根據希臘原文，将新约圣经及旧约的大部分译为英國人可以明白的现代英语。1534年，廷代尔修正了其新约译本。廷代尔的新约圣经是伊拉斯谟的希腊文版新约圣经，同时又比对拉丁文通俗版圣经。旧约则译自希伯来文圣经，并参考马丁·路德的德文版圣经及拉丁文通俗版圣经。
以哥林多前書13章為例，廷代尔將希臘詞語“agape”譯為“love”（愛）而非“charity”（慈惠）；將希臘語的教會（ekklesia）譯為“congregation”（會衆），因為常用的“church”不只是信徒的聚會，而也意味著建築物“教堂”。此外，英文“施恩座”一词（“mercy seat”）并非翻译自马所拉本中的希伯来语词汇kapporeth，也不是翻译自七十士译本中的希腊语词汇hilasterion，而是由廷代尔翻译自马丁·路德的德语译本中使用的德语词汇gnadenstuhl，其字面意义为“恩典的座位”，“恩典的地方”。廷代尔也是第一個在希伯來語聖經英文譯本裏使用上帝名字耶和華的人，這個字在他的譯本出現了20多次。

## 社會評價
廷代尔譯本採用“長老”代替“神父”，又用“悔改”代替“告解”，此舉剝奪了教士向來持有的神職權力。戴維·丹尼爾説：“既沒有煉獄，又沒有聽罪和告解，這兩個曾為教會帶來財富和權力的教義立時就失去效用了。”
雖然廷代尔的譯本提出這些不同譯法，後世學者卻大都贊同他的見解，認為他的譯法正確無誤，並且承認他的聖經翻譯具有相當水平。後來的欽定版聖經有百分之九十採用了廷代尔原來的翻譯。
著名的英国天主教大臣托马斯·莫尔爵士曾于1528年反对廷代尔的翻译，評廷代尔的新約聖經翻譯得錯誤百出，廷代尔承認個人能力有限，要求讀者如果發現任何與原文不符的錯誤，均應加以改正。不過對於莫尔反對他譯經這點，廷代尔答辩道：耶柔米能，我们为何不能？
約翰·弗里思是廷代尔的工作夥伴，他後來在倫敦也被斯托克斯利燒死。廷代尔在給弗里思的信中曾説：“我從沒有違背良心，篡改上帝話語的一個音節。今日即使有人把世上一切享樂、尊榮和財富給我，我也決不會這樣行。”
距今百多年前，傳記作家羅伯特·德莫斯説：“廷代尔向以披肝瀝膽，敢作敢為而著稱。”

## 後世影響
廷代尔殉道兩年前（1534年），英國國王亨利八世決心脫離羅馬天主教，英文聖經不再受天主教控制。1535年，第一本的英文新舊約聖經印刷出版，大部分是根據廷代尔的版本。1538年，英國宣佈在每一個教堂裡都放置英文聖經，想要讀的人都可以自由地去讀。
廷代尔逝世後，译经工作由他人继续完成。1560年在日内瓦出版。日内瓦圣经出版后，成为最有影响力的圣经。